# Провулок Замонастирський (Тернопіль)
Провулок Замонастирський — один з провулків міста Тернополя.

## Відомості
Розпочинається від вулиці Замонастирської, пролягає на захід, згодом — на південь та закінчується неподалік школи №13. На провулку розташовані переважно приватні будинки.